# Guermond I de Bethsan
Guermond I (también Gremont; fallecido después de 1174) fue señor de Bethsan en el Reino de Jerusalén.
Era el hijo de Adán II de Bethsan de la nobleza francesa de Béthune. Alrededor de 1161 sucedió a su padre como señor de Bethsan (Escitópolis).
Se casó con Margarita de Beirut, hija de Guido II Brisebarre, señor de Beirut. Con ella tuvo siete hijos:
- Adán III (fallecido antes de noviembre de 1179), señor de Bethsan,
- Gualterio, se casó primero con Dulce Porcelet, después con Teodora Comnena, esposa divorciada de Bohemundo III de Antioquía,
- Amalarico,
- Felipe,
- Riquilda, se casó con Balduino de Ibelín, señor de Mirabel y Ramla,
- Isabel,
- Estefanía, se casó con Felipe Rufo

Guermond es mencionado por última vez en 1174. Después de su muerte fue sucedido por su hijo mayor, Adán III como señor de Bethsan.